# Liste du patrimoine immobilier classé de Court-Saint-Étienne
Cette page regroupe l'ensemble du patrimoine immobilier classé de la commune belge de Court-Saint-Étienne.
| Objet | Année de construction / Architecte | Adresse                                      | Section communale | Coordonnées                      | Numéro d’inventaire | Illustration |
| --- | ---------------------------------- | -------------------------------------------- | ----------------- | -------------------------------- | ------------------- | --- |
| Les ruines de la chapelle de Sart-Messire-Guillaume à Court-Saint-Étienne (M) ainsi que l'ensemble formé par ces ruines et leurs abords (S)                                                                                       |                                    | Court-Saint-Étienne                          |                   | 50° 37′ 11″ nord, 4° 33′ 51″ est | 25023-CLT-0001-01   | Les ruines de la chapelle de Sart-Messire-Guillaume à Court-Saint-Étienne (M) ainsi que l'ensemble formé par ces ruines et leurs abords (S) |
| Ensemble formé par le parc du château de Court-Saint-Étienne |                                    |                                              |                   | 50° 38′ 33″ nord, 4° 34′ 09″ est | 25023-CLT-0002-01   | Image manquanteTéléverser |
| Ensemble formé par le parc de Wisterzée, à Court-Saint-Etienne |                                    | Cour-Saint-Etienne                           |                   | 50° 39′ 00″ nord, 4° 33′ 42″ est | 25023-CLT-0003-01   | Ensemble formé par le parc de Wisterzée, à Court-Saint-Etienne                                                                              |
| Église de Court-Saint-Étienne et le mur d'enceinte du cimetière (M) ainsi que l'ensemble formé par l'église, le presbytère, le cimetière et les abords à Court-Saint-Étienne (S)                                                  |                                    | Court-Saint-Étienne                          |                   | 50° 38′ 34″ nord, 4° 34′ 06″ est | 25023-CLT-0005-01   | |
| Mausolée Goblet d'Alviella sis dans l'enceinte du cimetière communal (M) ainsi que l'ensemble formé par cet édifice et ses abords à Court-Saint-Étienne (S)                                                                       |                                    | Court-Saint-Étienne                          |                   | 50° 38′ 20″ nord, 4° 33′ 40″ est | 25023-CLT-0006-01   | |
| Façades et toitures de la maison sise Place Communale n°6 à Court-Saint-Étienne |                                    | Place Communale n°6, Court-Saint-Étienne     |                   | 50° 38′ 35″ nord, 4° 34′ 02″ est | 25023-CLT-0007-01   | Image manquanteTéléverser |
| Façades et toitures des quatre ailes principales de la ferme du Sartage sise Drève du Chenoy (M) ainsi que l'ensemble formé par ce bâtiment et les terrains environnants (S)                                                      |                                    | Drève du Chenoy                              |                   | 50° 36′ 12″ nord, 4° 34′ 21″ est | 25023-CLT-0008-01   | Image manquanteTéléverser |
| Façades et toitures des bâtiments constituant l'ensemble de la ferme de Beaurieux, sise rue Saussale à Court-Saint-Étienne |                                    | Rue Saussale, Court-Saint-Étienne            |                   | 50° 38′ 25″ nord, 4° 35′ 42″ est | 25023-CLT-0009-01   | Façades et toitures des bâtiments constituant l'ensemble de la ferme de Beaurieux, sise rue Saussale à Court-Saint-Étienne                  |
| La rue, les trottoirs et les immeubles bordant de part et d'autre la rue du Village à Court-Saint-Étienne (EA) ainsi que l'ensemble formé par la rue, les trottoirs et les immeubles bordant la rue du Village et les jardins (S) |                                    | Rue du Village                               |                   | 50° 38′ 33″ nord, 4° 34′ 09″ est | 25023-CLT-0010-01   | |
| Hall n° 11 de l'usine Henricot n°1 |                                    | Rue Emile Henricot n° 4, Court-Saint-Étienne |                   | 50° 38′ 44″ nord, 4° 34′ 04″ est | 25023-CLT-0011-01   | Hall n° 11 de l'usine Henricot n°1 |
| Façades, toitures et salle de spectacle du Foyer populaire de Court-Saint-Étienne |                                    | Rue Belotte 1                                |                   | 50° 38′ 50″ nord, 4° 33′ 56″ est | 25023-CLT-0012-01   | |
| Chapelle du Try-au-Chêne et la potale Notre-Dame d'Alsemberg ainsi que l'ensemble formé par ces monuments et leurs abords (+ GENAPPE/Bousval)                                                                                     |                                    |                                              |                   | 50° 36′ 29″ nord, 4° 30′ 51″ est | 25023-CLT-0013-01   | |
| Mausolée Goblet d'Alviella |                                    |                                              |                   | 50° 38′ 20″ nord, 4° 33′ 40″ est | 25023-PEX-0001-04   | |